# (315493) Zimin
(315493) Zimin est un astéroïde de la ceinture principale.

## Description
(315493) Zimin est un astéroïde de la ceinture principale. Il fut découvert le 6 janvier 2008 à Zelenchukskaya Station par Stanislav Alexandrovitch Korotki et Timur V. Kryachko. Il présente une orbite caractérisée par un demi-grand axe de 2,43 UA, une excentricité de 0,08 et une inclinaison de 6,6° par rapport à l'écliptique.

## Compléments